# 서울서초소방서
서울서초소방서(서울瑞草消防署, Seoul Seocho Fire Station)는 서울특별시 서초구를 관할하는 서울특별시 소방재난본부산하의 소방서이다.
소방서장은 소방정으로 보한다.

## 연혁
- 1979년: 서울남부소방서로 개서
- 1994년 : 서울관악소방서 분리
- 1994년: 서울서초소방서로 변경

## 조직
| - 소방행정과 - 소방행정팀 - 장비회계팀 - 홍보교육팀 | - 재난관리과 - 대응총괄팀 - 구조팀 - 구급팀 | - 예방과 - 예방팀 - 검사지도팀 - 위험물안전팀 | - 현장대응단 - 지휘팀 - 진압대 - 구조대 |

## 관할센터 및 관할구역
서울서초소방서는 5개의 119안전센터와 1개의 현장대응단을 산하에 두고 있다.
| 명칭                      | 사진 | 주소               | 관할구역                                                     | 지역대 |
| ------------------------- | ---- | ------------------ | ------------------------------------------------------------ | ------ |
| 서울서초소방서 현장대응단 |      | 사평대로 67        | 반포 2·3·4동, 방배 본·4동. 단, 구조는 서울특별시 서초구 일원 |        |
| 방배119안전센터           |      | 남부순환로 2155    | 방배 1·2·3동                                                 |        |
| 양재119안전센터           |      | 동산로 9           | 양재동, 염곡동, 원지동, 신원동, 내곡동                       |        |
| 서초119안전센터           |      | 효령로 400         | 서초동                                                       |        |
| 잠원119안전센터           |      | 서초중앙로29길 6   | 잠원동, 반포 1·4동 일부, 서초 3동 일부                       |        |
| 우면119안전센터           |      | 남부순환로340길 49 | 우면동, 양재 1동 일부, 서초동 일부                           |        |

## 사건사고
- 삼풍백화점 붕괴 사고

## 같이 보기
- 대한민국 소방청
- 대한민국의 소방
- 대한민국 소방공무원